# Töhötöm
Töhötöm fou un dels set caps tribals hongaresos que mobilitzaren el poble hongarès al segle x des d'Àsia fins a Europa.
Töhötöm (també Tühütüm o en la forma actual Tétény) fou el cap de la tribu hongaresa dels Keszi i un dels set cabdills tribals hongaresos juntament amb Előd, Tas, Kond, Ond, Huba, sota el comandament del Príncep Álmos.
L'historiador hongarès del segle XX György Györffy suposà que, segons un estudi dels noms dels assentaments hongaresos, el territori sota el comandament de Töhötöm es trobava probablement al sud de Buda, territori que potser va heretar després de la mort del cap Kurszán i d'Árpád, qui era el segon en importància al Principat d'Hongria.
Segons l'escriptor Anònim de la crònica medieval Gesta Hungarorum, el net de Töhötöm era Gyula, el voivoda de Transsilvània, pare de Sarolta, la dona del Gran Príncep Géza d'Hongria, pare del rei Esteve I d'Hongria.